# 长叶云杉
长叶云杉（学名：Picea smithiana）是松科云杉属的植物。分布在阿富汗、尼泊尔以及中国大陆的西藏：吉隆等地，生长于海拔2,300米至3,600米的地区，见于栎林中，目前尚未由人工引种栽培。

## 别名
长叶杉（中国裸子植物志）